# マッズ・ハーマンセン
マッズ・ハーマンセン（Mads Hermansen, 2000年7月11日 - ）は、デンマーク・南デンマーク地域オーデンセ出身のサッカー選手。ウェストハム・ユナイテッド所属。デンマーク代表。ポジションはGK。

## クラブ経歴
2015年にブレンビーIFのユースアカデミーに入所。2019年にトップチームに昇格し、第2GKに定着。2020-21シーズンはデンマーク・スーペルリーガ優勝を経験。同シーズン終了後にエースGKのマルヴィン・シュヴェーベが1.FCケルンに移籍したのに伴い、2021-22シーズンより先発GKに昇格。同シーズン開幕戦の7月19日のオーフスGF戦で先発で起用され、プロデビュー。8月17日のUEFAチャンピオンズリーグ予備予選のレッドブル・ザルツブルクとの第1戦に先発出場し、欧州リーグデビューを果たした。
2023年7月18日、チャンピオンシップへ降格したレスター・シティFCに5年契約で移籍した。8月6日、リーグ開幕戦となるコヴェントリー戦に先発起用され、デビュー戦を2-1の勝利で飾った。主力としてリーグ戦44試合に出場し、リーグ優勝に貢献。チャンピオンシップ年間ベストイレブンに選出された。
2024年8月19日、リーグ開幕戦となるトッテナム・ホットスパーとのプレミアリーグデビューを果たした。

## 代表経歴
プロデビュー前の2015年から、各ユース世代のデンマーク代表に随時招集。2021年にはU-21代表でUEFA U-21欧州選手権2021の代表に選出された。2023年6月、UEFAユーロ2024予選に向けてA代表に初選出された。
UEFA EURO 2024に選出

## 個人成績
2025年5月23日現在
| 所属クラブ       | シーズン | リーグ             | リーグ | リーグ | カップ戦 | カップ戦 | リーグ杯 | リーグ杯 | 国際大会 | 国際大会 | 合計 | 合計 |
| 所属クラブ       | シーズン | リーグ             | 試合   | 得点   | 試合     | 得点     | 試合     | 得点     | 出場     | 得点     | 試合 | 得点 |
| ---------------- | -------- | ------------------ | ------ | ------ | -------- | -------- | -------- | -------- | -------- | -------- | ---- | ---- |
| ブレンビーIF     | 2018–19  | スーペルリーガ     | 0      | 0      | 0        | 0        | —        | —        | 0        | 0        | 0    | 0    |
| ブレンビーIF     | 2019–20  | スーペルリーガ     | 0      | 0      | 0        | 0        | —        | —        | 0        | 0        | 0    | 0    |
| ブレンビーIF     | 2020–21  | スーペルリーガ     | 0      | 0      | 1        | 0        | —        | —        | —        | —        | 1    | 0    |
| ブレンビーIF     | 2021–22  | スーペルリーガ     | 29     | 0      | 2        | 0        | —        | —        | 7        | 0        | 38   | 0    |
| ブレンビーIF     | 2022–23  | スーペルリーガ     | 27     | 0      | 0        | 0        | —        | —        | 4        | 0        | 31   | 0    |
| ブレンビーIF     | 合計     | 合計               | 56     | 0      | 3        | 0        | —        | —        | 11       | 0        | 70   | 0    |
| レスター・シティ | 2023–24  | チャンピオンシップ | 44     | 0      | 0        | 0        | 0        | 0        | —        | —        | 44   | 0    |
| レスター・シティ | 2024–25  | プレミアリーグ     | 27     | 0      | 1        | 0        | 0        | 0        | —        | —        | 28   | 0    |
| レスター・シティ | 合計     | 合計               | 71     | 0      | 1        | 0        | 0        | 0        | —        | —        | 72   | 0    |
| 通算             | 通算     | 通算               | 127    | 0      | 4        | 0        | 0        | 0        | 11       | 0        | 142  | 0    |

1. ↑  CLに2試合、ELに5試合出場
2. ↑  ECLに出場

## タイトル

### クラブ
ブレンビーIF
- デンマーク・スーペルリーガ：2020-21

レスター・シティ
- EFLチャンピオンシップ：2023-24

### 個人
- ブレンビーIF年間最優秀選手賞：2022[5]
- EFLチャンピオンシップ年間ベストイレブン：2023-24[4]